# Christian Vaquero
Christian Andrés Vaquero (Montevideo, Uruguay, 8 de enero de 1986) más conocido como Totono Vaquero es un futbolista uruguayo. Juega de delantero en Progreso.

## Trayectoria

### Inicios
Totono se inició en las inferiores de la Universidad de Chile si oportunidad de hacer su debut regresa a Uruguay.

### Uruguay
En Uruguay debutó con Cerro a los 21 años también paso por Boston River y Hucarán en total entre 2007 y 2012 jugó 56 partidos y marcó 6 goles.
Luego de 4 años regresa al país, juega para Huracán 6 meses, luego se va a jugar a la liga de Indonesia y regresa meses después en total con Huracán en esas 2 temporadas juega 13 partidos convirtiendo 7 goles.

## Clubes
| Club         | País        | Año           |
| ------------ | ----------- | ------------- |
| Cerro        | Uruguay     | 2007-2010     |
| Boston River | Uruguay     | 2010          |
| Huracán      | Uruguay     | 2011          |
| Yaracuyanos  | Venezuela   | 2012          |
| Alianza      | El Salvador | 2012          |
| Santa Tecla  | El Salvador | 2013-2014     |
| CD Dragón    | El Salvador | 2014          |
| Huracán      | Uruguay     | 2014          |
| Sriwijaya    | Indonesia   | 2015          |
| Huracán      | Uruguay     | 2015          |
| Chalatenango | El Salvador | 2016          |
| Boyacá Chicó | Colombia    | 2016          |
| Potencia     | Uruguay     | 2017-presente |